# 212705 Friul
212705 Friul este o planetă minoră (asteroid) din centura de asteroizi. A fost descoperită pe 12 septembrie 2007 la  de osservatorio astronomico di Remanzacco⁠(d). 
Obiectul prezintă o orbită caracterizată de o semiaxă mare de 2,4353980244458 UAi, o excentricitate de 0,16308388151562, o înclinație de 1,6502831198126 ° în raport cu ecliptica.